# Jean-Michel Basquiat
Jean-Michel Basquiat (22. prosince 1960 New York – 12. srpna 1988) byl americký malíř s haitskými kořeny. Proslavil se nejdříve v New Yorku jako autor graffiti a později, v 80. letech, také jako neo-expresionista.

## Životopis
Narodil se v newyorském obvodu Brooklyn matce Matildě a otci Gerardovi. Jeho otec byl haitského původu, matka byla Portorikánka. Otec vystudoval na večerní škole kurz účetnictví a získal zaměstnání v New Jersey. Díky vlivu svých rodičů uměl Basquiat francouzsky, španělsky a anglicky. V těchto jazycích také četl, a to zejména díla symbolistů, mytologii a historii. Už za mlada se v něm objevilo umělecké nadání, ve kterém ho podporovala zejména matka. Ve 2. polovině 70. let se v ulicích spodního Manhattanu začaly objevovat graffiti s pseudonymem SAMO©. Basquiat je kreslil se svým přítelem Al Diazem. Zkratka znamená „same old shit“. První zmínka o skupině SAMO v tisku vyšla v newyorském deníku The Village Voice, který v prosinci 1978 otiskl článek o jejich graffiti. Projekt SAMO nakonec ukončil epitaf „SAMO IS DEAD“ na ulicích čtvrti Soho.
Do 16 let navštěvoval Basquiat střední školu City as School, kde se seznámil s přáteli Al Diazem a Shanem Dawsonem. Později spolu založili i jazz-funk-hip-hopovou skupinu Konk. V roce 1978, rok před promocí, odešel v důsledku dlouhodobých neshod s otcem ze školy i z domova, aby mohl bydlet se svými přáteli, prodávat vlastnoručně kolorované pohlednice a ručně malovaná trička. V roce 1979 se poprvé objevil v televizi, a to jako zástupce umělecké scény v East Village v pořadu TV Party Glenna O'Briena. V druhé polovině 70. let také zformoval kapelu Gray, pojmenovanou podle anatoma Henryho Graye. V kapele se vystřídalo mnoho lidí, avšak její základ byl postaven na přátelích. Hráli zde Shannon Dawson, Michael Holman, Nick Taylor a Wayne Clifford. Basquiat se také objevil v klipu „Rapture“ skupiny Blondie a zastupoval známého DJ'e Grandmastera Flashe, když některé večery nemohl hrát.
Poprvé se představil veřejnosti v červnu 1980, když se zúčastnil výstavy The Times Square Show. René Ricard, umělecký kritik, vydal v magazínu Artforum o Basquiatovi článek „The Radiant Child“. V následujících letech Jean-Michael vystavoval zejména v New Yorku, ale také pomalu začal pronikat do světových výstavních síní, podporován galeristy Brunem Bischofbergerem a Anninou Nosei. Také se objevil v galeriích Larryho Gagosiana, Mary Boone a také Vreje Baghoomiana.
V roce 1982 se zařadil mezi zástupce neo-expresionistického hnutí a připojil se tak ke jménům jako Julian Schnabel, David Salle, Francesco Clemente a Enzo Cucchi. Nějakou dobu byl přítelem v té době ještě téměř neznámé Madonny. Setkal se také s Andym Warholem, se kterým v letech 1984–1985 spolupracoval.
Roku 1984 se zvýšila jeho závislost na kokainu a heroinu, kterou si vypracoval v průběhu pobytu mezi uměleckou komunitou. Začal trpět nestálostí nálad a paranoiou. Zároveň však rostl zájem o jeho dílo. Důkazem je mnoho skupinových i samostatných výstav v USA a Evropě. V lednu 1985 se také objevuje na titulní stránce časopisu The New York Times Magazine, kde vyšel článek „New Art, New Money: The Marketing of an American Artist“.
Úmrtí Andyho Warhola v roce 1987 jej velmi zasáhlo a podle jeho životopisné knihy měla zejména tato událost vliv na zhoršení stavu depresí a paranoi.
Zemřel znenadání 12. srpna 1988, ve svém ateliéru, na předávkování kombinací heroinu a kokainu (užíval kokain, aby zůstal vzhůru celou noc, aby se poté mohl ráno „uspat“ heroinem).

## Umělecké aktivity
Mezi Basquiatovy symboly, které se pak také hojně vyskytovaly v jeho obrazech, patří © a tříhrotá koruna. Keith Haring řekl o Basquiatově raném díle: „Materiál, který jsem viděl na zdech, byl více poezií než graffiti. Byl druhem filozofických básní.“ Později se však sám Basquiat distancoval od spojování svých maleb s graffiti subkulturou.
V roce 1980 se dostal na výstavu Time Square Show pořádanou undergroundovými umělci. Veřejnost se začala zajímat o jeho práci.
Kritika označila jeho malbu za neo-primitivní. Byl také řazen k jiným neo-expresionistům, jejichž práce pocházela z popkultury reprezentované Andy Warholem, Julianem Schnabelem a Keithem Haringem. Basquiatova tvorba byla srovnávána s tvorbou Jeana Dubuffeta nebo Cy Twomblyho.
Basquiat kombinoval svou živelnou spontaneitu s porozuměním pro jazyk moderního umění. Ve svých zářivých malbách doplněných o černé linie a skvrny vycházel z africké kultury, sprejerské subkultury města a popkultury. Basquiat citoval da Vinciho a Grayovu anatomii, inspiroval se egyptskými nástěnnými malbami a jazzem.
Basquiat se zařadil do uměleckého světa a začal vystavovat v proslulých galeriích (Annina Nosei's Gallery, Mary Boon Gallery, Gallery Bruno Bishofberger atd.) V roce 1982 byla jeho práce vystavována v New Yorku, Los Angeles, Římě, Rotterdamu a Curychu. Byl vůbec nejmladší umělec, který byl zahrnut v prestižní německé výstavě documenta 7 roku 1982. V roce 1985 se objevil na obálce The New York Times Magazine.
V roce 1987, rok před svou smrtí, dosáhl Basquiat na svůj věk velkého renomé. Během šesti let dokázal být tak úspěšný, jako žádný jiný afroamerický výtvarník před ním. Ve svých obrazech kritizoval společenské postavení ponižovaných menšin. Obdivoval významné osobnosti černé pleti, jejichž fiktivní portréty vytvářel, např. boxery Sugar Ray Robinsona a Joe Louise. Jean-Michel Basquiat zemřel ve věku 27 let následkem předávkování drogami.

### Basquiat a Warhol
K prvnímu letmému setkání obou umělců došlo už v roce 1978. Basquiat si zjistil, že Warhol chodí s Henry Geldzahlerem, kurátorem Metropolitního muzea umění, večeřet do jedné z restaurací na Prince Street. Se svou sbírkou vlastnoručně kolorovaných pohlednic vešel dovnitř a nabídl je oběma mužům ke koupi. Zatímco Warhol si jednu skutečně zakoupil, Geldzahler ho příkře odbyl. Jako umělce začal Warhol Basquiata akceptovat až poté, co byl Basquiat v březnu 1983 zařazen mezi autory biennale pořádaného Whitney Museum of American Art. Prostřednictvím Warholovy spolupracovnice Paige Powell se mu podařilo dostat se do blízkosti respektovaného krále pop artu. Mezi oběma vznikl určitý druh uměleckého přátelství. Společně s dalším tehdy módním americkým umělcem Keithem Haringem pobývali v říjnu 1983 v Miláně. Během Basquiatovy návštěvy u jeho galeristy Bruno Bischofbergera ve Svatém Mořici vznikla myšlenka na konkrétní spolupráci Warhola s Basquiatem, k níž byl přizván ještě Francesco Clemente. Každý z umělců měl začít malovat obraz, aniž by ostatním sdělil svou ideu. Plátna mezi umělci kolovala, dokud se neshodli, že jsou dokončená. V září a říjnu 1984 vystavil Bischofsberger ve své galerii patnáct těchto pláten pod společným názvem Collaborations. Mezi kritiky se však díla setkala s vyhraněně negativním ohlasem. Warhol a Basquiat, nyní už bez Clementa, pokračovali v tomto druhu tvorby po určitou dobu dál. Výsledkem byla výstava v newyorské galerii Tony Shafraziho na podzim 1985. Také ona však byla podrobena negativní kritice. Výsledkem bylo, že se Warhol s Basquiatem umělecky i lidsky rozešli.

### Basquiat ve filmu
Basquiat si v roce 1981 zahrál sám sebe ve filmu Downtown 81 (neboli New York Beat Movie), ke kterému také nahrál se skupinou Grey soundtrack. Film, který režíroval Edo Bertoglio, zachycuje jeden den v jeho životě. Basquiat se snaží prodat obraz, aby získal peníze na byt, z něhož byl vystěhovaný. V roce 1996 natočil Julian Schnabel film Basquiat s Jeffreym Wrightem v hlavní roli. Dokumentární film o malíři pod názvem Jean-Michel Basquiat: The Radiant Child natočila v roce 2010 Tamra Davis.